# Opasmurf
Opasmurf of Overgrootvader Smurf is een Smurf. Hij is de oudste van het volk.
Opa is de voorganger van Grote Smurf als dorpsleider. Hij komt voornamelijk in de tekenfilmserie voor. Hij is gemakkelijk te herkennen aan zijn gele muts, zijn gele broek en zijn lange, witte baard. Hij verliet het dorp om op een 500 jaar durende queeste te gaan om de kracht van de Langleefsteen te herstellen. Hij komt voor sinds seizoen 6. Hij zegt vaak: "Lariesmurf" of "Smurfetoeters". Zijn vrouw is Oma Smurf. Zijn Nederlandse stem werd gedaan door Jan Wegter.
Overgrootvader Smurf komt ook voor in stripverhalen van De Smurfen, maar buiten de reguliere reeks.